# Lealman
Lealman ist  ein census-designated place (CDP) im Pinellas County im US-Bundesstaat Florida. Das U.S. Census Bureau hat bei der Volkszählung 2020 eine Einwohnerzahl von 21.189 ermittelt.

## Geographie
Lealman grenzt direkt an die Städte Pinellas Park und Saint Petersburg. Der CDP liegt rund 10 km südlich von Clearwater sowie etwa 20 km südwestlich von Tampa. Der CDP wird von der Interstate 275 und dem U.S. Highway 19 durchquert.

## Geschichte
Durch Lealman verlief einst die 1888 fertiggestellte Orange Belt Railway von Sanford nach Saint Petersburg. Nach mehreren Übernahmen wurde die Strecke im Zuge der Gründung der Seaboard Coast Line Railroad im Jahr 1967 stillgelegt.

## Demographische Daten
Laut der Volkszählung 2010 verteilten sich die damaligen 19.879 Einwohner auf 10.598 Haushalte. Die Bevölkerungsdichte lag bei 1911,4 Einw./km². 78,6 % der Bevölkerung bezeichneten sich als Weiße, 8,5 % als Afroamerikaner, 0,5 % als Indianer und 6,9 % als Asian Americans. 2,7 % gaben die Angehörigkeit zu einer anderen Ethnie und 2,8 % zu mehreren Ethnien an. 9,5 % der Bevölkerung bestand aus Hispanics oder Latinos.
Im Jahr 2010 lebten in 24,3 % aller Haushalte Kinder unter 18 Jahren sowie 29,8 % aller Haushalte Personen mit mindestens 65 Jahren. 51,8 % der Haushalte waren Familienhaushalte (bestehend aus verheirateten Paaren mit oder ohne Nachkommen bzw. einem Elternteil mit Nachkomme). Die durchschnittliche Größe eines Haushalts lag bei 2,21 Personen und die durchschnittliche Familiengröße bei 2,89 Personen.
21,7 % der Bevölkerung waren jünger als 20 Jahre, 22,9 % waren 20 bis 39 Jahre alt, 31,5 % waren 40 bis 59 Jahre alt und 24,0 % waren mindestens 60 Jahre alt. Das mittlere Alter betrug 44 Jahre. 49,7 % der Bevölkerung waren männlich und 50,3 % weiblich.
Das durchschnittliche Jahreseinkommen lag bei 30.536 $, dabei lebten 26,0 % der Bevölkerung unter der Armutsgrenze.
Im Jahr 2000 war englisch die Muttersprache von 88,51 % der Bevölkerung, spanisch sprachen 5,53 % und 5,96 % hatten eine andere Muttersprache.